# Ferrari 212 Inter
La Ferrari 212 Inter è una autovettura sportiva coupé con la quale l'azienda Ferrari iniziò, nel 1951, la strettissima collaborazione col designer Pininfarina.

## Il contesto

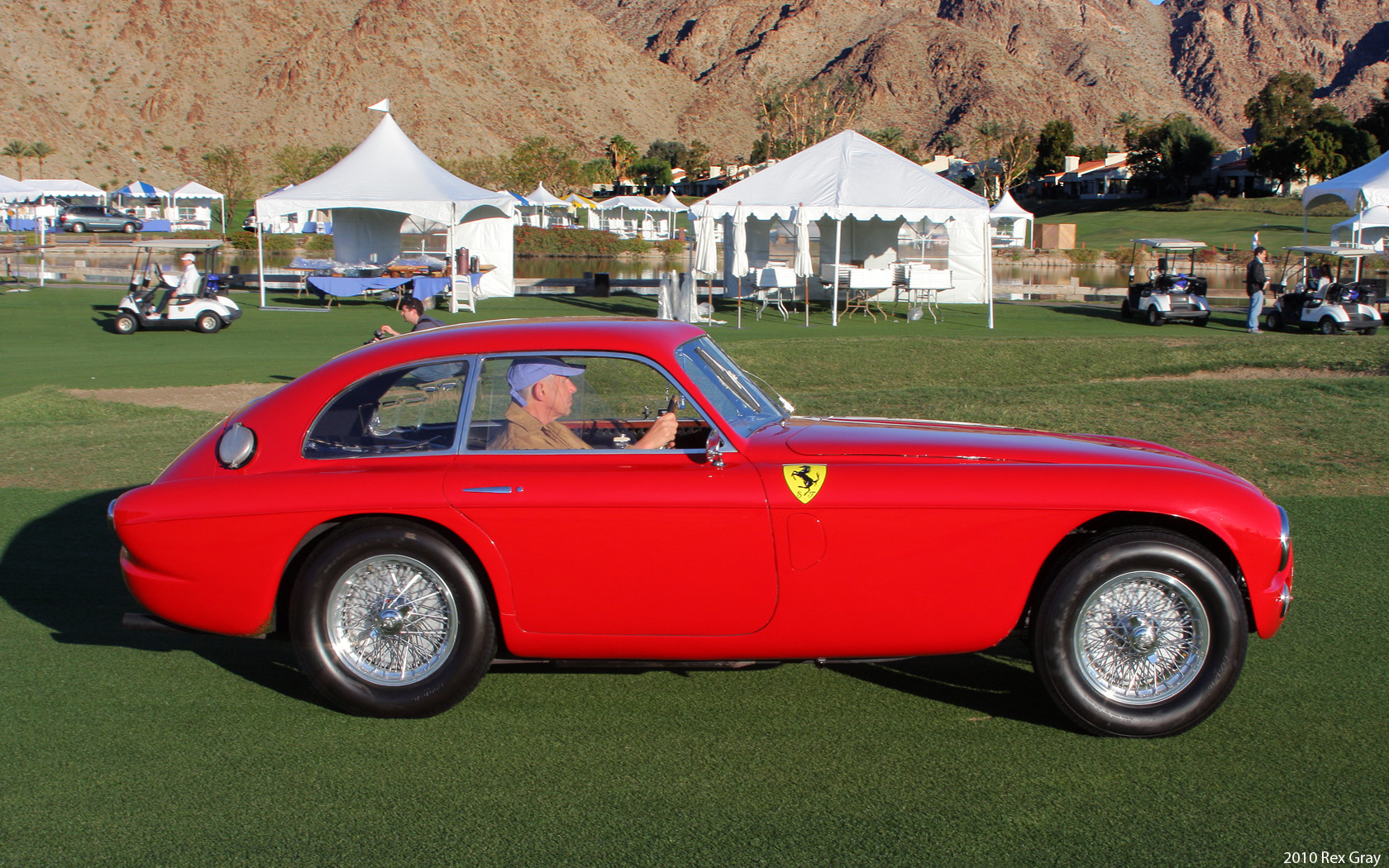
Ferrari 212 Inter Coupé 1951

Ferrari, spinto dalla notorietà che le vittorie di Giannino Marzotto e Franco Crosara sulla 195 S nella Mille Miglia 1950, decise di riproporre la stessa linea di modello su una vettura che fosse meno spinta, tanto da poterla lanciare sul mercato delle granturismo di classe. Fu per tale motivo che, al salone di Parigi, il 5 ottobre 1951, la casa di Maranello arricchì la propria gamma di modelli con la 212 Inter, che andava ad infilarsi nel segmento delle auto di lusso/sportive, già avviato dalla 195 S del 1950.
Questa versione presentava un allestimento meno sportivo, meno da dura e pura e più da auto da turismo. Ad occuparsi del carrozzamento fu Vignale di Torino, proponendo un coupé sobrio ed elegante, come doveva essere secondo Ferrari la clientela del Cavallino. La meccanica fu quasi invariata rispetto al modello precedente, fu invece incrementato il passo, che venne portato a 2600 mm.

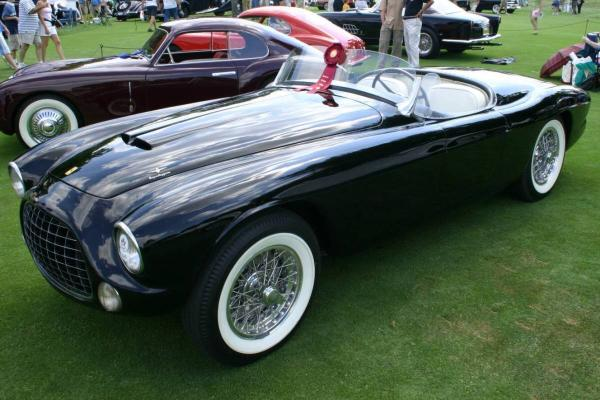
212 Inter del 1952

Anche sulla 212 Inter furono numerosi i carrozzieri a cimentarsi, tra il 1951 e il 1953. Per cui, ci furono le versioni cabriolet di Pininfarina e di Vignale, e le coupé di Ghia, Pininfarina, Vignale e di Touring, con varie versioni di motori in differenti alimentazioni: uno a singolo carburatore Weber 32DCF, uno a 3 corpi 32DFC e l'altro con 3 carburatori 36DCF (per la 212 Inter del 1952). 

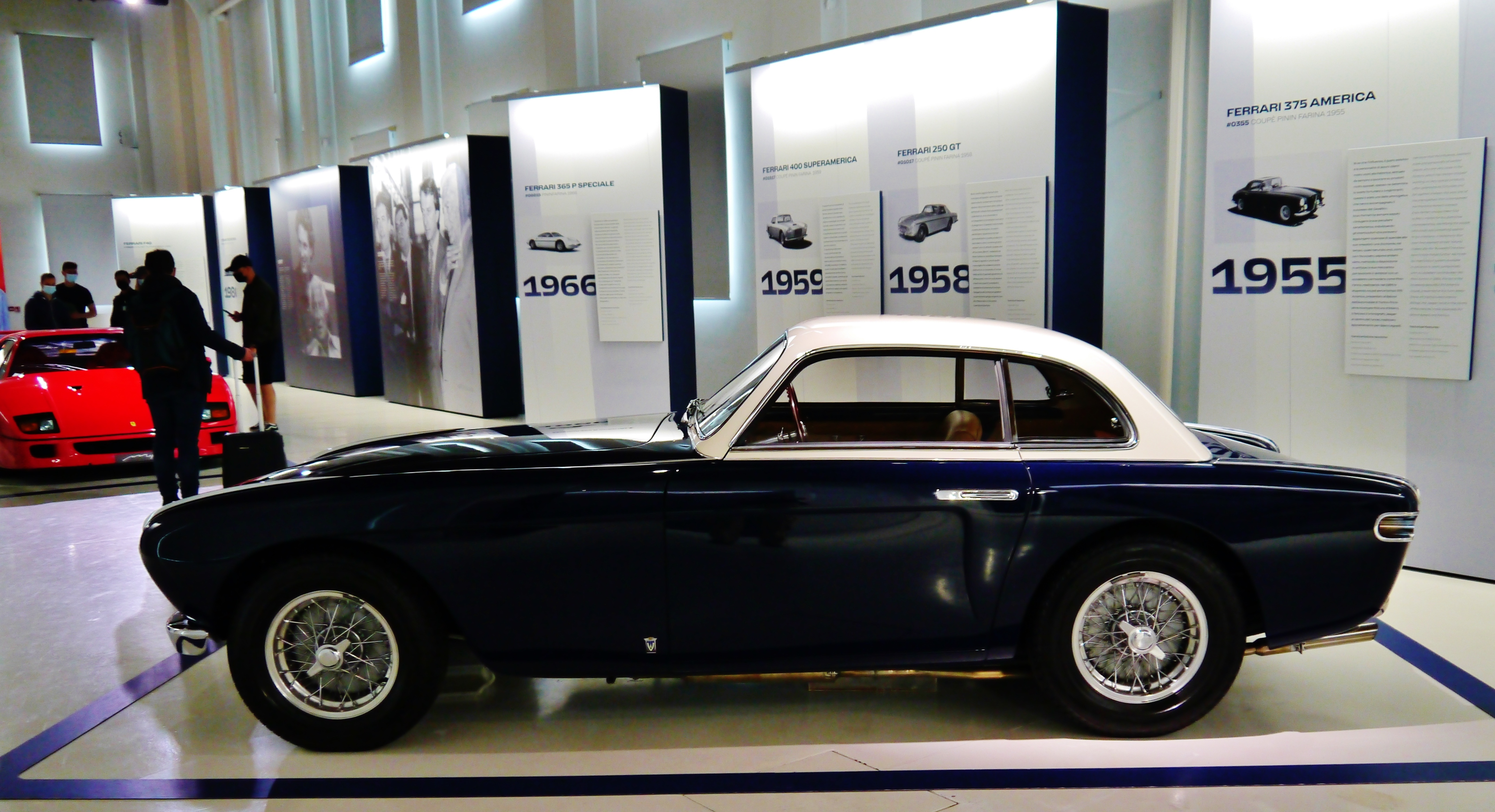
Berlinetta

Ebbe un discreto successo commerciale, soprattutto in America, assicurato sia dalla pubblicità promulgata dalla casa, sia dalla vittoria di Piero Taruffi e Luigi Chinetti alla II Carrera Panamericana del 1951, usando una coupé 212 Vignale.

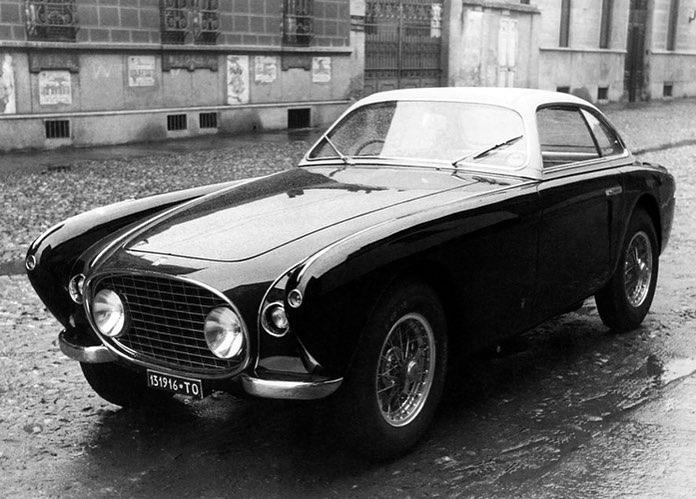
Berlinetta di Vignale

Dalla Vignale venne anche realizzata una versione “berlina” denominata MM Berlinetta (dove MM sta per Mille Miglia) per il pilota Franco Cornacchia; il quale, con questa speciale vettura, riuscì ad aggiudicarsi la Coppa Intereuropa a Monza e la gara Lecco-Ballabio del 1951. Dopo un incidente e svariate riparazioni, la vettura continuò a correre in competizioni come la Mille Miglia e la 24 Ore di Le Mans fino al 1955.
Nella genealogia Ferrari, la Ferrari 212 Inter ricopre un ruolo di particolare rilievo, poiché segna il principio di una prolifica e duratura collaborazione tra Ferrari e Pinin Farina, il quale allestì due eleganti cabriolet nel '52, uno nero, commissionato dal cliente Georges Filipinetti, e l'altro argento metallizzato, presentato al salone di Parigi di quello stesso anno.

## Caratteristiche tecniche
Motore anteriore, longitudinale, 12 cilindri V (60°)
Alesaggio x Corsa 68 x 58,8 mm
Cilindrata unitaria 213,54 cm³
Cilindrata totale 2562,51 cc
Numero valvole 2 per cilindro
Monoalbero a camme in testa
Rapporto di compressione 7,5:1 - 8:1
Alimentazione 1 o 3 carburatori Weber 32DCF, 3 carburatori Weber 36DCF
Raffreddamento a liquido
Potenza massima 155 - 170 CV a 6500 giri/minuto
Potenza specifica 60,5 66,3 CV/litro
Trazione posteriore
Frizione monodisco a secco
Cambio in blocco col motore a 5 rapporti + RM
Telaio longheroni e traverse
Sospensione anteriore Ruote indipendenti, quadrilateri deformabili, balestra trasversale, ammortizzatori Houdaille
Sospensione Posteriore Ponte rigido, doppie balestre longitudinali, ammortizzatori Houdaille
Freni a tamburo
Serbatoio da 105 litri
Pneumatici anteriori 5,90-15 o 6,40-15 - posteriori 5,90-15 o 6,40-15

## Prestazioni
Velocità massima 185 - 200 km/h
Rapporto peso/potenza 6,4 - 5,9 kg/CV